# Hall Lake
Hall Lake är en sjö i Kanada.   Den ligger i territoriet Nunavut, i den nordöstra delen av landet, 2 600 km norr om huvudstaden Ottawa. Hall Lake ligger 6 meter över havet. Arean är 492 kvadratkilometer. Den sträcker sig 22,9 kilometer i nord-sydlig riktning, och 31,2 kilometer i öst-västlig riktning.
Trakten runt Hall Lake är nära nog obefolkad, med mindre än två invånare per kvadratkilometer.